# Vdio
Vdio foi um serviço de televisão pela Internet criado pelo co-fundador do Skype e da Rdio, Janus Friis, em 2011. Em 2 de abril de 2013, o Vdio foi lançado oficialmente para assinantes do Rdio premium. A plataforma de compartilhamento de conteúdo da Vdio era um sistema pay-per-view em comparação com o streaming ilimitado da Rdio. Na mesma linha dos principais atuantes do mercado de streaming de vídeo, Amazon e Netflix, a Vdio ofereceu um catálogo variado que variava desde títulos clássicos cult até lançamentos de grandes estúdios. A partir de abril de 2013, o serviço estava disponível nos Estados Unidos e no Reino Unido. Os assinantes atuais do Rdio receberam US$ 25 em crédito para gastar no Vdio.
No dia 6 de agosto de 2013, relançaram o serviço Vdio no Canadá. 
Após o fechamento, a página web do Vdio foi redirecionada para o site principal do Rdio.
Várias outras empresas de Friis, incluindo a startup Joost, focada em vídeo, usaram tecnologia peer-to-peer para conseguir entregar conteúdo com custo mais baixo.
Em 27 de dezembro de 2013, a Vdio anunciou via um e-mail que estava descontinuando seu programa beta, citando que não era capaz de fornecer a "experiência diferenciada ao cliente que esperava". Eles também publicaram uma breve nota para clientes existentes.

## Ligações externos
- Rdio www.rdio.com